# Zhu (Qinzong)
Zhu, född 1102, död 1127, var en kinesisk kejsarinna, gift med kejsar Song Qinzong. 
Zhu var Qinzongs huvudgemål och fick som sådan titeln kejsarinna vid hans tronbestigning år 1126. När Kiafeng togs av Jurchen år 1127 fördes hela hovet bort i fångenskap, och kejsarens och prinsarnas hustrur och konkubiner delades ut som mänskliga krigsbyten. Hennes svärfar fick behålla sina äldre hustrur och konkubiner som inte ansågs värda mycket som krigsbyten på grund av sin ålder, men Zhu var som ung och vacker ett åtråvärt krigsbyte och förväntades inte få kvarbli hos sin make. När hon vid sin ankomst fick order om att ta ett bad, begick hon självmord. 